# 柯賜海
柯賜海（1956年3月7日—2022年11月21日），台灣媒體話題人物，以買賣房地產致富，並曾多次參與立法委員、縣市長選舉。過去如果有突發的重要新聞或消息，當事人和畫面的後面常會出現柯賜海舉著抗議內容的牌子，牌子的內容會因想表達的訴求而有所改變，因此被稱為「抗議天王」。

## 生平

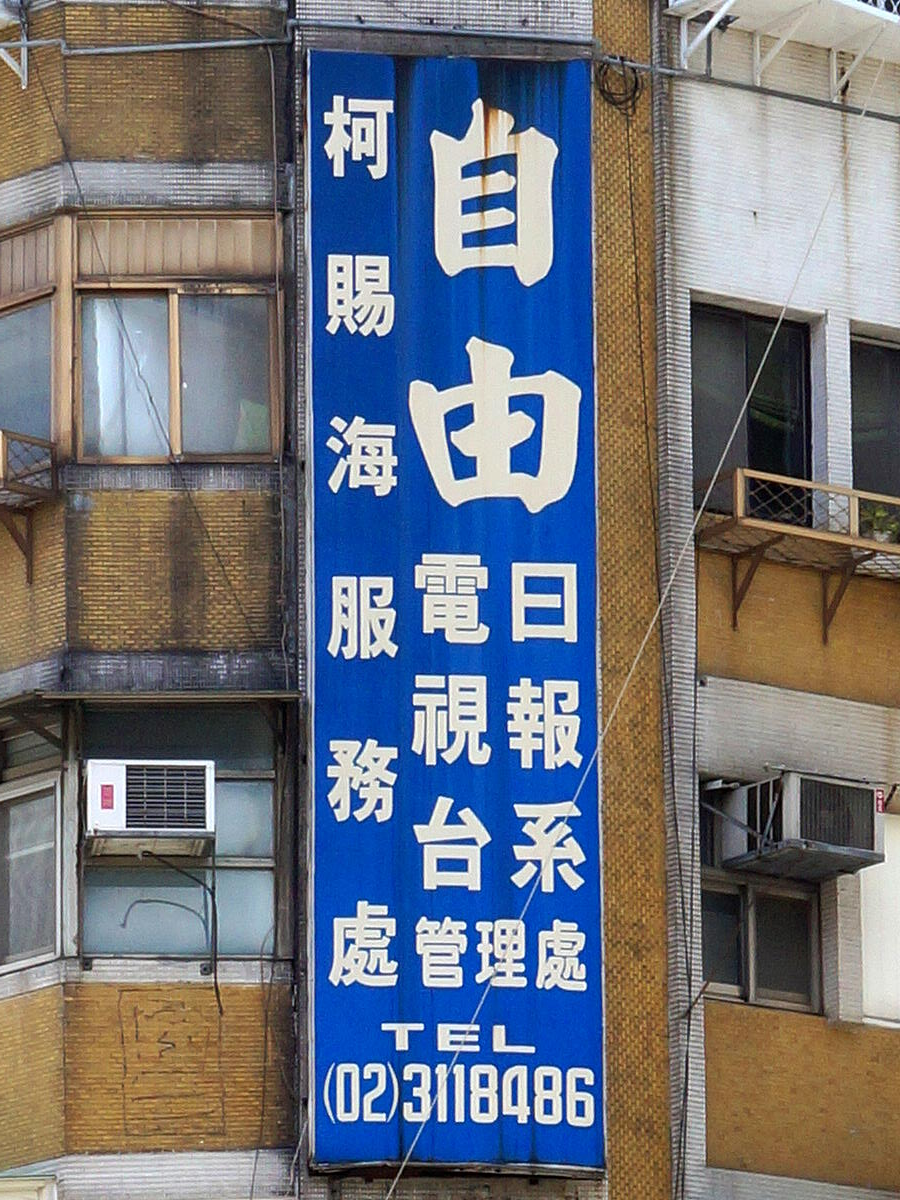
台北市中山區中山北路三段55巷，柯賜海服務處招牌

1980年代，自稱台大法律系肄業（台大查無學籍資料）的柯賜海，曾在台北市經營專門出租給大學重考生之公寓。柯賜海以買賣法拍屋致富，據聞是利用大型狗隻或多隻流浪狗進駐爭議房舍，取得所有權。
他過去接受媒體訪問時坦言，曾有過3段婚姻，28歲時他投資拍電影《瘋女18年》，認識了女編劇，同時也是大學副教授的劉蘋華，雙方交往半年就步入禮堂，還生下1女，不過婚姻僅維持3年就告吹。

### 柯賜海現象
1990年代末期起，因涉及多起官司，柯賜海為表達台灣司法不公，轉向電視媒體投訴，後來演變自主抗議的舉動。經過大量電視曝光，他成為台灣知名的抗議專家；其特色是站在接受電視訪問的不知情人物身後，面對鏡頭，雙手各舉起一張牌子，牌子上寫著抗議內容。號稱「抗議天王」。
早期柯賜海懂得利用台灣新聞媒體，讓自身知名度大增。但爾後妨礙新聞採訪，不但曾因此入獄，還遭多數台灣新聞業者封殺禁播。之後僅能在新聞採訪其他人物時，在背後舉字牌表達立場。另方面，其另類的抗爭方式也受部分台灣民眾支持，稱為「柯賜海現象」。
最早柯賜海是在士林地方法院開始舉牌抗議，但為了使自己曝光率更高，在不久之後旋即轉戰司法案量最高、新聞上報次數最多的台北地方法院。

### 參選公職人員
常出現在泛藍抗爭場地的他，也參選多次民意代表與公職人員，如：立法委員、花蓮縣縣長，不過均未當選。其中，匆促參選花蓮縣縣長，獲得逾8分之1選票(2萬餘票)，一度成為話題。

#### 2006年參選台北市市長
2006年10月19日，柯賜海前往台北市選舉委員會登記參選台北市市長。他冒雨站在台北市鬧區街頭，手持關刀並身穿戲服，向過往市民拜票；他雖在整次選舉中未受邀參加任何電視辯論會，但最終得3,687票（0.29%）落敗，是倒數第二高票的候選人。

#### 2014年參選花蓮縣縣長
2014年9月3日，柯賜海帶6個月大的兒子前往花蓮縣選舉委員會登記參選花蓮縣長柯賜海說，上次他參選花蓮縣長獲得兩萬多票支持，「阿海是花蓮之子」；這次他參選帶兒子一起體驗民主，所以他兒子是「花蓮之孫」。他還說，他的司法案件是冤枉的，為了抗議司法不公，他不顧林思佳的反對，堅持參選花蓮縣長，「只要傅崐萁抓去關，我就會選上」。他還預言本年10月傅崑萁就會被抓去關，隨後脫口說了兩次「政治是條不歸路」，還順口溜說政治是「冷酷、無情、狡詐、狠毒、陰險、複雜、不可理喻、骯髒、齷齪、卑鄙、下流、無所不用其極」。後落選。

#### 2016年有意參選立法委員
2015年3月23日，柯賜海宣布參選花蓮縣選舉區之立委，成立競選總部，並在總部成立「阿海休息站」、「阿海小市集」，讓民眾免費住宿，及免費提供場地給攤販做生意，並希望勝選。但最終並未向中選會登記。

### 2010年代後
2007年7月，臺灣高等法院審理柯賜海涉嫌併購經營不善公司再向銀行詐貸、印股票換鈔票欺騙投資者，依《中華民國刑法》詐欺及偽造文書罪判處有期徒刑3年3月確定。柯賜海入監服刑。2010年8月10日，柯賜海實際服刑2年8個月，獲准假釋出獄。柯賜海在出獄後接受媒體訪問時表示，中華民國法務部應該加速獄政改革，「監獄裡三坪大的舍房關了18人、五坪大的舍房關了22人，實在是個鬼地方。」
2010年11月24日，柯賜海與熱戀三個月、素有「台塑林志玲」之稱、小他13歲的台塑生醫科技之業務副理張美丹在花蓮市戶政事務所登記結婚，但婚後一個多月就分居，張指控柯涉嫌家暴恐嚇，柯則駁斥說謊。
柯賜海在2011年4月2日早上毆打妻子，柯賜海的假釋遭取消，同時柯賜海以罹患帕金森氏症不堪工作、並認為自己「已服三年刑期，出獄還要再被強制工作，這豈不是一罪兩罰嗎」為由拒絕強制工作三年，2011年4月9日被新北市政府警察局新店分局拘提到案。
2013年6月2日，柯賜海宣布在與張美丹離婚官司完成後將與當時仍是碩士研究生的廖心如結婚，並先完成婚紗照。2013年7月4日與張美丹完成離婚手續，但後來婚事被女方之父母否決，柯賜海改與小他30歲的林思佳（為柯之公司助理）在同年7月5日登記結婚，隔年生下兒子「皮皮」。
2016年7月16日，柯賜海在228和平紀念公園被記者捕捉到。柯賜海表示需專心照顧2歲大的幼子，待其進幼稚園後會「重出江湖」繼續抗議、向前總統馬英九討牛。
2016年12月1日，馬英九因總統任內涉嫌教唆前檢察總長黃世銘洩密案前往應訊，柯賜海攜帶幼子出現在台北地方法院，被記者捕獲鏡頭，並未攜帶抗議牌；記者詢問柯是否要來「討牛」，但柯僅表示只是帶幼子來關心。

### 隱居與逝世
柯賜海2019年起長期把自有的客貨車停放在前山公園旁，平常都睡、住車上；同時亦被記者發現柯與林思佳已於同年離婚，2020年11月22日工運指標活動秋鬥大遊行為柯賜海最後一次以「抗議天王」角色出現在新聞現場。
2022年11月21日上午8點半，柯賜海胞姊前往探視時，發現柯賜海本人在北投區建國街前山公園籃球場旁的自有福斯藍色客貨車內昏迷不醒，救護人員於現場發現柯已四肢僵硬、明顯死亡，享壽66歲，柯賜海胞姊表示他之前一天上午6時許曾跌倒撞傷頭部卻不願就醫，當天早上附近擺攤店家仍見柯離開車子出來走動。
警方現場勘查柯身上衣著完整、並無明顯外傷且腳邊有嘔吐物，家屬表示死者有慢性病史，當天下午士林地檢署相驗遺體確認死於心因性休克，無他殺之嫌。

## 選舉紀錄
| 年度 | 選舉屆數               | 選舉區           | 所屬政黨 | 得票數 | 得票率 | 當選標記 | 備註 |
| ---- | ---------------------- | ---------------- | -------- | ------ | ------ | -------- | ---- |
| 1995 | 第三屆立法委員選舉     | 台北市第一選舉區 | 無黨籍   | 145    | 0.02%  |          |      |
| 1996 | 第三屆國民大會代表選舉 | 台北市第一選舉區 | 無黨籍   | 751    | 0.16%  |          |      |
| 2001 | 第五屆立法委員選舉     | 台北市第一選舉區 | 無黨籍   | 1,504  | 0.24%  |          |      |
| 2004 | 第六屆立法委員選舉     | 台北市第一選舉區 | 無黨籍   | 3,998  | 0.66%  |          |      |
| 2005 | 第十五屆花蓮縣縣長選舉 | 花蓮縣           | 無黨籍   | 20,113 | 12.89% |          |      |
| 2006 | 第四屆台北市市長選舉   | 台北市           | 無黨籍   | 3,687  | 0.29%  |          |      |
| 2014 | 第十七屆花蓮縣縣長選舉 | 花蓮縣           | 無黨籍   | 14,954 | 9.49%  |          |      |

## 爭議事件

### 威而鋼商標登記
1998年間，柯賜海經由媒體報導獲悉輝瑞藥廠研發成功知名藥品「威而鋼」後，搶先向中華民國經濟部申請設立「威而鋼生物科技股份有限公司」，並登記經營項目涵蓋食品、飲料等多項產品；此舉導致輝瑞藥廠無法向經濟部智慧財產局申請「威而鋼」為防護商標，輝瑞藥廠為此提起訴願、行政訴訟。

### 欠繳健保費與營所稅
- 2004年5月6日下午，法務部行政執行署臺北行政執行處執行人員偕同警方，將柯賜海拘提到處，經查係受板橋行政執行處囑託拘提案件，柯係擔任助東國際實業股份有限公司負責人，該公司欠繳營利事業所得稅新台幣200餘萬元。拘提到處後，已交由板橋行政執行處執行人員詢問並依法辦理中。

## 大眾文化
紀錄片導演黃信堯曾於2001年拍攝一部紀錄片《多格威斯麵》（英語：Dog with Man），記錄2001年柯賜海的政治行動和生活狀況，該片曾得到2002年台灣國際紀錄片雙年展台灣獎入圍。除此之外，柯賜海曾接受《康熙來了》、《兩代電力公司》、《紅色風爆》、《王牌大賤諜》等談話性節目的專訪。
砰砰樂隊的歌〈抗議之神〉以柯賜海為主題，收錄於砰砰樂隊第二張專輯《檳榔交出來》。